# Akage no Anne
Akage no Anne (赤毛のアン Akage no An?, "Rödhåriga Anne") är en japansk animerad TV-serie från 1979. Den är i regi av Isao Takahata och består sammanlagt av 50 avsnitt. Serien bygger till viss del på Lucy Maud Montgomerys bok Anne på Grönkulla och är del av Nippon Animations World Masterpiece Theater. 
Serien har exporterats till angränsande asiatiska länder och även till Europa och franskspråkiga Kanada. På franska heter serien Anne la maison aux pignons verts, på italienska Anna dai capelli rossi, på spanska Ana de las Tejas Verdes, på portugisiska Ana dos Cabelos Ruivos och på tyska Anne mit den roten Haaren.
5 april 2009 hade uppföljaren Kon'nichiwa Anne: Before Green Gables premiär i Japan.